# Brachygobius mekongensis
Brachygobius mekongensis е вид бодлоперка от семейство Попчеви (Gobiidae). Видът не е застрашен от изчезване.

## Разпространение
Разпространен е във Виетнам, Камбоджа, Лаос и Тайланд.

## Описание
На дължина достигат до 1,8 cm.
Популацията на вида е стабилна.